# Morava, Žužemberk
Morava (nemško Morawa) je nekdanje samostojno naselje vzhodno od Mačkovca pri Dvoru v jugovzhodni Sloveniji. Danes je del vasi Podlipa v občini Žužemberk. Naselje sicer leži na Dolenjskem in je danes tako kot preostala občina del statistične regije Jugovzhodna Slovenija.

## Geografija
Morava stoji jugovzhodno od Podlipe. Naselje sestavljajo tri kmetije. V zaselku je presihajoč izvir Beč.

## Zgodovina
Morava je imela leta 1870 14 prebivalcev v dveh hišah, leta 1880 17 prebivalcev v dveh hišah, leta 1890 10 prebivalcev v dveh hišah, leta 1900 pet v dveh hišah in 15 prebivalcev v dveh hišah leta 1931. Morava je bila leta 1953 priključena Podlipi in s tem izgubila status samostojnega naselja.